# Cyathotrochus nascornatus
Cyathotrochus nascornatus is een rifkoralensoort uit de familie van de Turbinoliidae. De wetenschappelijke naam van de soort is voor het eerst geldig gepubliceerd in 1938 door Gardiner & Waugh.